# Abu Nasr Saad
Abū Nasr Sa‘d al-Musta‘īn bi-l-Lāh, también conocido como Abu Nasr Saad, Sad o Ciriza, fue rey de la dinastía nazarí de Granada entre los años 1454 y 1464, en dos períodos.

## Biografía
Era hijo de Alí y nieto de Yusuf II. 
Tenía el apoyo de Castilla y de los Abencerrajes, y en 1453/1454 tras la muerte de Muhámmed IX al-Aysar las facciones proclamaron rey a Muhámmed XI el Chico (el Chiquito), hijo de Muhámmed VIII, que dominaba el emirato de Gharnata, Málaga y Almería, mientras que Sa‘d ibn ‘Ali era proclamado también rey y dominaba Ronda y la parte occidental del reino. Sa‘d, que ya se había sublevado un poco antes, era vasallo del rey Juan II de Castilla, pero el 21 de julio de 1454 este murió en Valladolid, y el rey musulmán, alegando que el vasallaje era personal, rompió con Castilla. Este movimiento podría estar relacionado con la lucha por el poder en Granada, donde gobernaba Muhámmed XI el Chico, que en 1454 había firmado una tregua con Castilla, onerosa para el reino de Granada, y que fue derrocado (1454), con lo que Sa‘d fue reconocido en Granada. Muhámmed XI resistió en Málaga, pero finalmente fue capturado por el hijo de Sa‘d, Abū ul-Hasan ‘Alī ben Sa‘d (Mulhacén en las crónicas cristianas), y ejecutado con toda su familia en la Alhambra.
Durante tres años los combates con los castellanos fueron continuados, aunque de baja intensidad (guerra de Granada de 1455 a 1457). Ninguna batalla importante se menciona, pero los castellanos asolaron la Vega de Granada y ocuparon Huelma y Jimena. En 1457 se acordó una tregua parcial.
En julio de 1462 Sa‘d rompió con los Abencerrajes e hizo matar a dos de los miembros principales de la familia en la Alhambra. El resto de los miembros del clan huyeron a Málaga, y en septiembre proclamaron soberano al antiguo rey Yúsuf V. El 20 de agosto, los castellanos se apoderaron de Gibraltar y el gobernador de esta plaza se sometió y se convirtió al cristianismo. En septiembre los castellanos ocupaban Archidona. En noviembre Yúsuf V se apoderó de los territorios occidentales y entró en Granada; pero Sa‘d recuperó la capital en diciembre y Yúsuf murió.
En agosto de 1464 su hijo Mulhacén (Abu ul-Hasan) lo derrocó en un golpe de Estado planeado en alianza con los Abencerrajes, y lo encarceló.